# Giorgio Milani
Giorgio Milani (Milano, 5 gennaio 1927 – Ponti, 19 luglio 2005) è stato un politico, partigiano e sindacalista italiano.

## Biografia
Giovanissimo e da studente, aderì al Partito Comunista d'Italia.
Fece parte del Fronte della gioventù per l'indipendenza nazionale e per la libertà, partecipando alla guerra di liberazione italiana nelle file della Resistenza milanese.
Dirigente della Federazione comunista di Milano, membro del Comitato Centrale del PCI, dal 1960 nel secondo dopoguerra fu consigliere della provincia di Milano e, dal 1969 al 1972, presidente della Federazione provinciale cooperative e mutue.
Eletto nel 1972 deputato alla Camera dei deputati, poi dal 1976 al 1983 fu senatore.
Fu anche dirigente della Federazione lavoratori del commercio e del turismo, aderente alla CGIL. Aveva l'hobby della filatelia, che coltivava con tale rigore da essere considerato, dagli appassionati, uno dei massimi esperti italiani dei francobolli del Regno di Sardegna.